# حركة براونية

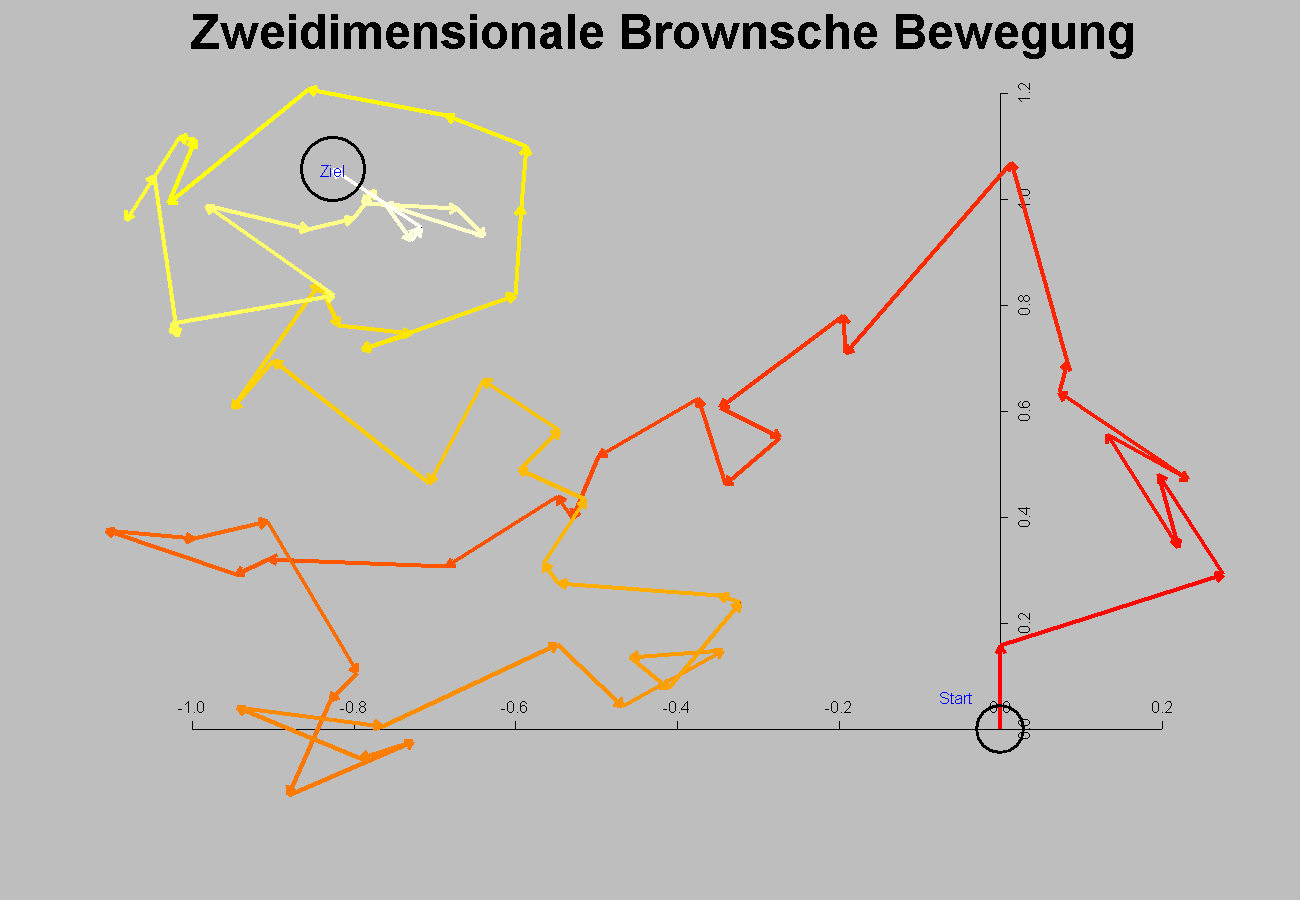
الحركة البراونية في سائل (مثالان ممثلان في بعدين).

حركة برونية لحبيبات لاتكس فلورية (قطر 20 نانومتر) في الماء، تشاهد بالميكروسكوب.

الحركة البراونية في الفيزياء، نسبةً لمكتشفه روبرت براون وهي:
- الحركة العشوائية لجزيئات ميكرونية في مائع (سائل أو غاز).
- الأعمال الرياضية المستخدمة لتوضيح تلك الحركات العشوائية.

لاحظ براون أن حركة الحبيبات الهلامية الصغيرة في سائل ناتجة عن حركة جزيئات السائل التي تصطدم بها. فكل ذرة أو جزيئ في السائل له حركة تتغير شدتها بتغير درجة حرارة السائل.
وتستخدم نظرية براون لوصف الجزيئات الغروانية.

## تاريخ الحركة البراونية
يُنسب اكتشاف الحركة البراونية إلى عالم النباتات الأسكتلندي روبرت براون، عام 1827، إثر دراسته لجزيئات رحيق الأزهار. فقد لاحظ عندما وضع هذه الجزيئات في الماء لملاحظتها عن طريق المجهر، لاحظ أنها في حركة عشوائية متواصلة.. فتساءل عن سبب هذه الحركة.. أهي ناتجة عن كون الجزيئات كائنات حية؟ (كحركة البكتيريا مثلا)..؟؟.. للتأكد من هذه الفرضية قام براون بتكرار التجربة نفسها، مستخدما هذه المرة جزيئات معدنية ميكرونية، ومن جديد، شاهد حركة شديدة التشابه مع ملاحظاته السابقة.. وقد أثبتت هذه التجارب ان الحركة البراونية غير ناتجة عن قوة حيوية.... لكن ما أصل هذه الظاهرة؟.. هل أصلها فيزيائي كما ذكر ألبرت أينشتاين في واحدة من مقالاته الشهيرة؟..

### تعيين ثابت بولتزمان
في بداية القرن العشرين، عمل ألبرت أينشتاين على تطوير النظرية الذرية للمادة وإيجاد دلائل على صحتها.. فتوقع -في إحدى مقالاته الخمسة الشهيرة لسنة 1905 م- ظاهرة الحركة البراونية دون دراية مسبقة بتجارب براون. وتعتبر مساهمة أينشتاين في هذا المجال من أركان الفيزياءالإحصائية.
باعتبار {\displaystyle \sigma ^{2}} متوسط مربع الإزاحة للجسيم في الثانية ويمكن تقديره عمليا. بين ألبرت أينشتاين عام 1905 و«ماريان سمولوشوفسكي» عام 1906 - كل على حدة - أن:
{\displaystyle \sigma ^{2}={\tfrac {RT}{N_{\rm {A}}3r\pi \eta }}}
حيث:
{\displaystyle R}ثابت الغازات العام،
{\displaystyle T} درجة الحرارة المطلقة،
{\displaystyle N_{\rm {A}}} عدد أفوجادرو،
{\displaystyle r} نصف قطر حبيبة براونية
{\displaystyle \eta } لزوجة السائل أو الغاز.
بهذه الطريقة استطاع العالم الفيزيائي جان بيرين تعيين ثابت بولتزمان عمليا، حيث:
{\displaystyle k_{\rm {B}}={\tfrac {R}{N_{\rm {A}}}}}
وحصل جان بيرين على جائزة نوبل للفيزياء عام 1926.

## مساهمة أينشتاين

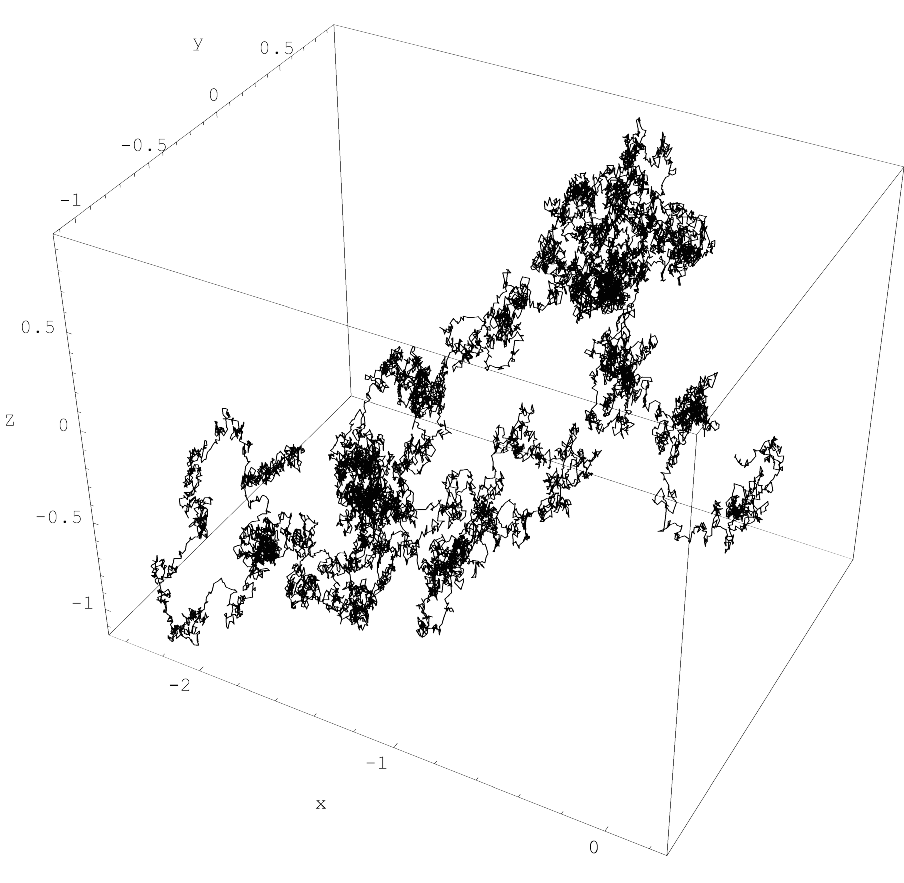
فحص الحركة البراونية في ثلاثة أبعاد

تنقسم نظرية أينشتاين عن الحركة البراونية إلى قسمين: الجزء الأول يتعلق بصياغة معادلة النفاذية للجسيمات البروانية وربط فيها بين معامل النفاذية (أو معامل الانتشار) بمتوسط مربع ازاحة الحبيبة البراونية. بهذه الطريقة استطاع أينشتاين أن يعين حجم الذرات وعدد الذرات التي تكون 1 مول وتعيين الوزن الجزيئي بالجرام لغاز. وطبقا لقانون أفوجادرو فحجم الغاز المولي يحوي 1 مول من الجزيئات، وهو ثابت لجميع الغازات، ويساوي 22,414 لتر عند الظروف القياسية لدرجة الحرارة والضغط. وعدد الذرات الذي يكونها 1 مول هو عدد أفوجادرو الذي يعتمد في تعيينه على معرفة الكتلة الذرية حيث نحصل عليه عن طريق قسمة الكتلة المولية على عدد أفوجادرو.
وكانت صياغة أينشتاين في الجزء الأول تعتمد على دراسة حركة حبيبة براونية حين تعبر مسافة معينة خلال فترة زمنية معينة في سائل. ولا تستطيع الميكانيكا الكلاسيكية تعيين تلك المسافة حيث أن عدد كبير من تصادمات جزيئات السائل الواقعة على الحبيبة البراونية إذ يبلغ عددها نحو
{\displaystyle 10^{21}} من الصدمات في الثانية الواحدة.
لذلك لجأ أينشتاين إلى اعتبار الحركة الجماعية للحبيبات البراونية، وبين أنه إذا كانت
{\displaystyle \rho (x,t)} كثافة الحبيبات البراونية عن نقطة {\displaystyle x} عند الزمن {\displaystyle t}, إذن {\displaystyle \rho } ستوفي بمعادلة النفاذية:
{\displaystyle {\frac {\partial \rho }{\partial t}}=D{\frac {\partial ^{2}\rho }{\partial x^{2}}},}
حيث {\displaystyle D} نفاذية الكتلة mass diffusivity.
وباعتبار أن جميع الحبيبات تبدأ عند نقطة معينة عند الزمن {\displaystyle t=0}, فيكون حل معادلة النفاذية هو نفاذية الحبيبات البراونية.
{\displaystyle \rho (x,t)={\frac {1}{(4\pi Dt)^{1/2}}}e^{-x^{2}/4Dt}.}

الشكل المميز لنفاذية الحبيبات البراونية في سائل والمنحنى في شكل الجرس. وتبين ان الحبيبات تبدأ حركتها من نقطة الصفر عند الزمن t=0 ، وتتباعد بمرور الزمن رويدا رويدا حتى يتساوي التوزيع (بعد زمن لانهائي).

واستطاع اينشتاين حساب زخم الحركة للحبيبات بتلك المعادلة.
ويبدو اختفاء كمية الحركة الأولى للحبيبات مما يعني أن كل حبيبة يمكنها الحركة إلى اليمين أو إلى اليسار.
ثم وجد أن زخم الحركة الثاني لا يختفي وتبلغ قيمته:
{\displaystyle {\overline {x^{2}}}=2Dt.}
وهذه المعادلة تعطي متوسط مربع الإزاحة كدالة تعتمد على الزمن والنفاذية. ومن تلك الصيغة اوضح اينشتاين ان ازاحة الحبيبة البراونية لا تتناسب مع الزمن وإنما مع الجذر التربيعي للزمن. وكان هذا الاستنتاج مبنيا على ربطه بين حركة «مجموعة» من الحبيبات البراونية وحركة الحبيبة «المنفردة»: حيث يمكن تماثل عدد الحبيبات النسبي عن لحظة معينة أو تعيين الوقت اللازم الذي تستغرقه حبيبة واحدة للوصول إلى مسافة معينة.
الجزء الثاني لنظرية أينشتاين عن الحركة لبراونية  متعلق بالعلاقة بين معامل النفاذية وكمية فيزيائية يمكن قياسها عمليا، مثل متوسط مربع الإزاحة عند زمن معين. وقد أدت تلك الرؤية إل تعيين عدد أفوجادرو بطريقة معملية وتعيين حجم الجزيئات. واعتبر أينشتاين تواجد عدة قوى متضادة في حالة التوازن الديناميكي للحبيبات في سائل. وينبع عبقرية تلك الرؤية أن النتيجة النهائية لا تعتمد على نوع القوي المتسببة في التوازن الدينامي.
في معاملته الأصلية للمسألة اعتبر أينشتاين تجربة الضغط الأزموزي، ولكن يمكن الوصول إلى نفس النتيجة بافتراض طرق أخرى. فلنفترض حبيبة عالقة في سائل له لزوجة معينة وواقعة تحت تأثير الجتذبية الأرضية. فتعمل الجاذبية على تحريك الحبيبة إلى أسفل والرسوب بينما تعمل النفاذية (الانتشار) على توزيع الحبيبات متساويا أي تنزاح إلى مناطق في السائل تقل الكثافة الحبيبات فيها. تكتسب الحبيبة بسبب الجاذبية سرعة إلى أسفل قدرها
{\displaystyle v=\mu mg},
حيث: {\displaystyle m} كتلة الحبيبة و، {\displaystyle g} عجلة الجاذبية الأرضية{\displaystyle \mu } وحركية الحبيبة في السائل.
وقد بين «جورج ستوكس» أن «حركية» حبيبة كرية الشكل نصف قطرها {\displaystyle r} في سائل لزوجته {\displaystyle \eta } يبلغ:
{\displaystyle \mu =1/(6\pi \eta r)}
حيث {\displaystyle \eta } اللزوجة الديناميكية.
وفي حالة توازن دينامي تتوزع الحبيبات في سائل تحت تأثير الجاذبية الأرضية بنفس توزيعها في الهواء طبقا لتوزيع الضغط الجوي:
{\displaystyle \rho =\rho _{0}e^{-mgh/k_{B}T},}
أي تزداد كثافة الحبيبات على ارتفاع منخفض، وتقل كثافة وجودها مع الارتفاع عن سطح الأرض.
حيث
{\displaystyle \rho -\rho _{0}} 
الفرق في كثافة الحبيبات يبلغ ارتفاعهما عن بعض {\displaystyle h} , و{\displaystyle k_{B}}  ثابت بولتزمان (وهو يساوي ثابت الغازات العام {\displaystyle R}  مقسوما على عدد أفوجادرو ({\displaystyle N})) و {\displaystyle T} درجة الحرارة المطلقة. والمطلوب تعيين عدد أفوجادرو.

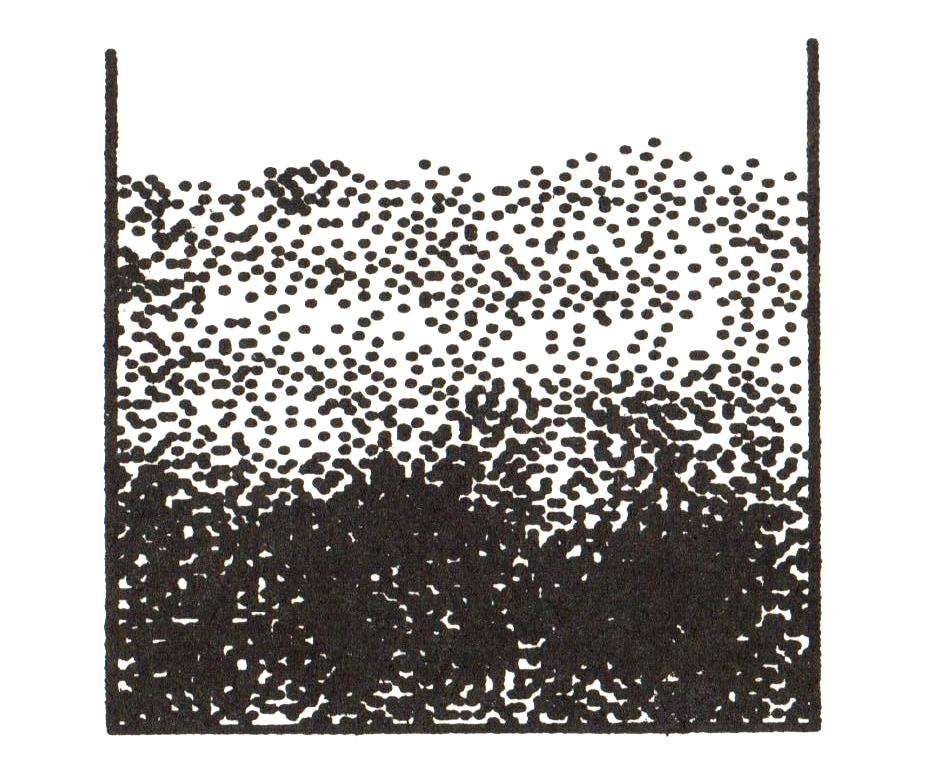
التوزيع المتوازن لجبيبات يبين ميل الحبيبات إلى الحركة إلى مناطق قليلة الكثافة لها عندما تكون تحت تأثير الجاذبية الأرضية. (نشاهد ذلك أيضا في انتشار الغبار في الهواء).

ويصل النظام إلى حالة توازن دينامي بسبب تجمع الحبيبات إلى أسفل تحت تأثير الجاذبية الأرضية من ناحية ومحاولة الحبيبات من ناحية أخرى في الانتشار إلى أماكن تقل فيها الحبيبات. ويصل التوازن الديناميكي إلى حالة تدرج في التوزيع مطابقة لقانون فيك للانتشار:
{\displaystyle J=-D{\frac {d\rho }{dh}},}
حيث {\displaystyle J=\rho v}.
وبالتعويض عن {\displaystyle \rho }, نحصل على:
{\displaystyle v={\frac {Dmg}{k_{B}T}}.}
وفي حالة التوازن الدينامي تكون السرعة مساوية {\displaystyle v=\mu mg}. ويلاحظ أن التعبيرات عن
{\displaystyle v} تتناسب طرديا مع {\displaystyle mg}, مما يعبر على عدم اعتماد هذا الاستنباط عل نوع القوي المؤثرة. وبمساواة ذلك التعبيرين بعضهما البعض تنتج معادلة النفاذية (أو معادلة الانتشار):
{\displaystyle {\frac {\overline {x^{2}}}{2t}}=D=\mu k_{B}T={\frac {\mu RT}{N}}={\frac {RT}{6\pi \eta rN}}.}
في هذه المعادلة: التساوي الأول يأتي من الجزء الأول لنظرية أينشتاين، والتساوي الثالث يأتي من تعريف ثابت بولتزمان أن {\displaystyle k_{B}=R/N}, والتساوي الرابع يأتي من معادل ستوكس عن الحركية.
بقياس متوسط مربع الإزاحة لمدة زمنية معينة وبمعرفة ثابت الغازات العام {\displaystyle R}, ودرجة الحرارة
{\displaystyle T}, وبمعرفة اللزوجة {\displaystyle \eta }, ونصف قطر الحبيبة {\displaystyle r}, نستطيع تعيين عدد أفوجادرو {\displaystyle N}.

## اقرأ أيضا
- معامل بولتزمان
- تغير الضغط بالارتفاع
- ضغط جوي
- غاز